# Condado de Clay (Alabama)
O Condado de Clay é um dos 67 condados do estado norte-americano do Alabama, no centro-leste do estado. De acordo com o censo de 2022, sua população é de 14.198 habitantes. A sede de condado é Ashland e a maior cidade é Lineville. O condado foi fundado em 1866 e recebeu o seu nome em homenagem a Henry Clay (1777–1852), que foi membro da Câmara de Representantes dos Estados Unidos pelo estado do Kentucky, também Presidente da Câmara dos Representantes dos Estados Unidos em três mandatos, senador pelo Kentucky e secretário de Estado dos Estados Unidos (1825-1829).
Foi o último condado-seco (dry county) no Alabama no qual nenhuma cidade permitia a venda de álcool, até a votação de 1º de março de 2016, na qual se permitiu a venda em Lineville e Ashland.

## História
O condado foi estabelecido em 7 de dezembro de 1866, originado da junção de terras dos condados de Randolph e Talladega. Nomeado em honra ao estadista Henry Clay, a própria sede do condado acabou por receber o nome de sua propriedade em Lexington, Kentucky, chamada "Ashland". O condado era coberto por uma vasta cobertura vegetal, e uma parte de seu território foi ocupada pelos Creeks. Os primeiros pioneiros adquiriram as terras pelo governo e os territórios indígenas por leilão público. As famílias vinham todas do condado de Fayette, Geórgia.
O condado foi formado por razões geográficas: os cidadãos da área tinham dificuldade em chegar à sede do condado de Randolph (Wedowee) por conta do rio Tallapoosa, no leste; por intervenção das montanhas havia dificuldade para se chegar ao condado de Talladega. Até hoje, o Condado de Clay é um dos únicos três estados do Alabama que não são servidos por uma auto-estrada nacional em seus limites. Ashland outrora foi um centro de mineração, principalmente de grafite.
Durante a Guerra do Golfo, foi o condado com o maior número de soldados servindo ao exército per capita entre todos os outros condados americanos.

## Geografia
De acordo com o censo, sua área total é de 1.570 km², destes sendo 1.560 km² de terra e 5.2 km² de água.

### Condados Adjacentes
- Condado de Cleburne, norte
- Condado de Randolph, leste
- Condado de Tallapoosa, sul
- Condado de Coosa, sudoeste
- Condado de Talladega, oeste

### Área de proteção nacional
- Floresta Nacional de Talladega (parte)

## Transportes

### Principais rodovias
- State Route 9
- State Route 48
- State Route 49
- State Route 77
- State Route 148
- State Route 281

### Ferrovias
- CSX Trasnportation
- Norfolk Southern Railway

## Demografia
De acordo com o censo de 2022:
- População total: 14.198 habitantes
- Densidade: 9 hab/km²
- Residências: 7.097
- Famílias: 5.399
- Composição da população:
  - Brancos: 83,2%
  - Negros: 14%
  - Indígenas americanos e nativos do Alaska: 0,6%
  - Asiáticos: 0,3%
  - Duas ou mais raças: 2%
  - Hispânicos ou latinos: 3,3%

## Comunidades

### Cidades
- Lineville

### Vilas
- Ashland (sede)

### Áreas censitárias
- Delta
- Hollins
- Millerville

### Comunidades não-incorporadas
- Brownsville
- Cleveland Crossroads
- Corinth
- Cragford
- Pinckneyville
- Springhill

## Pessoas notáveis
- Byron Lavoy Cockrell (1935 - 2007), cientista de foguetes e engenheiro, nascido em Lineville
- Bob Riley (1944 -), congressista americano e 52º governador do Alabama, nascido em Ashland
- Hugo Black (1886 - 1971), senador e jurista do Alabama, sendo juiz adjunto da Suprema Corte Americana de 1937 a 1971,  nascido em Harlan.
- LaFayette L. Patterson (1888 - 1987), congressista americano de 1928 a 1933, nascido próximo de Delta